# 富卡雷克湖
54°28′46″N 12°31′39″E / 54.47944°N 12.52750°E

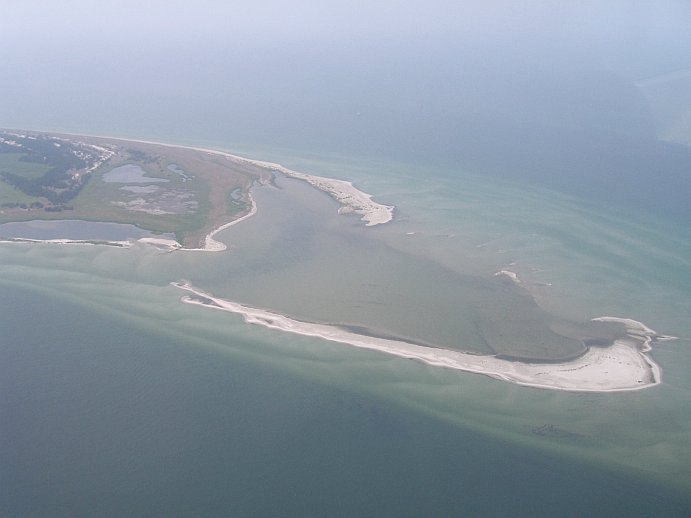

富卡雷克湖（德語：Fukareksee），是德國的鹹水湖，位於該國東北部，由梅克倫堡-前波美拉尼亞州負責管轄，處於前波美拉尼亞-呂根縣，長0.8公里、寬0.2公里，面積0.09平方公里。